# Dolichoderus setosus
Dolichoderus setosus é uma espécie de formiga do gênero Dolichoderus.